# 公报 (柏林)
《公报》，中文全称《柏林公报》（Berlin Gazette），是每月在德国柏林发行的法文报纸，目标受众是德国40万讲法语的群体，该报现任主编与发行商是雷吉斯·普雷森特·格里奥特（Régis Présent-Griot），首期于2006年6月1日发行。该报有一页用的是德语，编辑部设在柏林普伦茨劳贝格。
该报的名称和报头（爪子抓着一张纸和一支笔的头戴皇冠的老鹰）都是沿用1743年创办的《柏林公报》（La Gazette de Berlin）的原版。
该报的社论基调是人文主义和进步主义，“柏林公报”这个名称几经变化。这份报纸最早1743年在普鲁士成立的法文期刊，然后是1960年代的双月刊。2006年到2009年间它又改为月刊，出现在阿尔卑斯山到波罗的海之间的报摊，时名"La Berlin Gazette"，这一名称一直在互联网上使用到2015年。